# Сандра Клайшмит
Сандра Клайшмит (на английски: Sandra Kleinschmit) е американска писателка на бестселъри в жанра съвременен и исторически любовен роман. Пише под псевдонима Саманта Джеймс (на английски: Samantha James) и Сандра Джеймс (на английски: Sandra James).

## Биография и творчество
Сандра Клайшмит е родена на 27 октомври 1953 г. в Джолиет, Илинойс, САЩ. Има по-голям брат Ерин. Отраства в семейство на запалени читатели. Когато е на 10 години мечтае да стане астроном, по-късно археолог, детектив, а в колежа – учител по история или стюардеса.
След колежа се омъжва за Едуард Клайшмит, военен, и има три дъщери – Джейми, Сара, Кели. Когато последна ѝ дъщеря е вече на половин годинка, тя се запалва по романтичната литература, след като чете произведения на Катлийн Удиуиз и Лори Макбейн. През следваща година, след подкрепата на идеята от брат ѝ, се опитва да пише винаги, когато децата спят. Така на тетрадка се „раждат“ цели три романса. Опитва се да ги предложи за публикуване, но получава твърд отказ.
Четвъртият ѝ романс „Probable Cause“ обаче е приет и е публикуван през 1984 г. Първоначално пише съвременни романси под истинското си име. През 1986 г. започва да пише исторически романси под псевдонима Сандра Джеймс, а през 1992 г. приема окончателно псевдонима Саманта Джеймс, под който е най-известна.
Романсите на писателката са публикувани на много езици в многобройни тиражи. Те са увлекателни и емоционално-романтични, и са често в списъците на бестселърите. Те имат многобройни номинации за различни отличия. Авторката е удостоена е с награда за цялостно творчество за историческите си романи от списание „Romantic Times“.
Сандра Клайшмит живее в Салем, щат Вашингтон. Обича да прекарва времето със семейството си и да свири на пиано.

## Произведения

### Като Сандра Клайшмит

#### Самостоятелни романи
- Probable Cause (1984)
- Heaven On Earth (1985) – издадена и като „The Unsung Hero“
- Love Undercover (1986)
- Irresistible Force (1988)

### Като Сандра Джеймс

#### Самостоятелни романи
- A Family Affair (1986)
- Belonging (1987)
- Stronger by Far (1987)
- Spring Thunder (1988)
- Пратеник на съдбата, Guardian Angel (1988)
- Summer Lightning (1989)
- На север от Рая, North of Eden (1989)
- Болезнена тайна, Almost Heaven (1990)
- Gun-Shy (1991)
- Like a Lover (1991)
- Nothing but Trouble (1992)

#### Сборници
- „Bride in Blue“ в To Have and to Hold (1992) – с Барбара Бретън, Рита Клей Естрада и Деби Макомбър
- „A Family Afair“ в Making Babies (1995) – с Памела Браунинг и Карън Йънг

### Като Саманта Джеймс

#### Самостоятелни романи
- My Cherished Enemy (1992)
- My Rebellious Heart (1993)
- Outlaw Heart (1993)
- Gabriel's Bride (1994)
- My Lord Conqueror (1995)
- Just One Kiss (1996)
- Every Wish Fulfilled (1997)
- A Promise Given (1998)
- One Moonlit Night (1998)
- Millennium Memoirs (1999)
- The Truest Heart (2001)

#### Серия „Маккей“ (McKay)
1. His Wicked Ways (1999)
2. His Wicked Promise (2000)

#### Серия „Семейство Стърлинг“ (Sterling Family)
- A Perfect Bride (2004)
- A Perfect Groom (2004)
- Съвършен герой, A Perfect Hero (2005)

#### Серия „Макбрайд“ (McBride Trilogy)
1. The Secret Passion of Simon Blackwell (2007)
2. The Seduction of an Unknown Lady (2008)
3. Bride of a Wicked Scotsman (2009)

#### Серия „Господарите от площад Шефилд“ (Lords of Sheffield Square)
1. The Sins of Viscount Sutherland (2011)

#### Новели
- „Every Wish Fulfilled“ в Married at Midnight (1996) – с Джо Бевърли, Таня Ан Кросби и Катлийн Удиуиз – награда на списание „Romantic Times“ за исторически романс
- Three Times a Bride (2010) – с Катрин Андерсън и Лорета Чейс